# Morgen (gruppo musicale)
I Morgen sono stati un gruppo rock psichedelico statunitense formatosi a Long Island.

## Discografia

### Album in studio
- 1969 - Morgen

#### Singoli
- 1969 - Of Dreams[2]

## Formazione
- Barry Stock
- Bob Maiman
- Mike Ratti
- Rennie Genossa
- Steve Morgen